# TRT-GAP
TRT GAP ist der Name für einen Hörfunk- sowie einen Fernsehkanal des staatlichen türkischen Rundfunksenders Türkiye Radyo ve Televizyon Kurumu (TRT). Er ist ein Spezialkanal (Kultur- und Regionalfernsehen) für die Region Südostanatolien und wird seit dem Jahr 1989 in bestimmten Zeitfenstern auf den Frequenzen anderer Kanäle ausgestrahlt, derzeit auf den Frequenzen des Kanals TRT 3. Der Name leitet sich zum einen vom Sendernamen TRT, zum anderen vom Namen des Südostanatolien-Projekts (türk.: Güneydoğu Anadolu Projesi, abgekürzt GAP). Ehemals sendete der Kanal von 08:00 Uhr bis 10:00 Uhr, heute von 5:59 Uhr bis 06:58 Uhr.